# 홈프론트: 가족을 지켜라
《홈프론트: 가족을 지켜라》(영어: Homefront)는 2013년 공개된 미국의 액션 스릴러 영화이다. 척 로건의 동명 소설을 바탕으로 실베스터 스탤론이 각색하고, 게리 플레이더가 연출했다. 영화 속에서 은퇴한 DEA 요원 필 브로커가 딸 매디와 함께 평화로운 삶을 살아가지만, 학교 괴롭힘 사건으로 인해 브로커와 매디가 범죄 두목인 게이터와 얽히면서 문제가 발생한다.
촬영은 2012년 10월 1일 루이지애나주 뉴올리언스에서 시작되었다.
홈프론트는 2013년 11월 27일에 개봉되었다.

## 줄거리
은퇴한 DEA 요원 필 브로커는 딸 매디와 함께 조용한 소도시로 이사한다. 매디가 학교에서 불량 학생과 싸우게 되고, 이 일로 브로커는 불량 학생의 엄마 캐시와 갈등을 겪는다. 캐시는 범죄 조직 보스인 자신의 동생 게이터에게 브로커를 위협해달라고 부탁한다. 게이터는 브로커가 과거에 바이크 갱 두목 대니 T를 체포했던 DEA 요원임을 알게 되고, 대니 T의 아들을 죽게 만든 원수라는 사실을 알게 된다. 게이터는 세력을 확장하려는 계획을 세우고 대니 T에게 브로커의 정보를 제공한다. 대니 T는 부하들을 보내 브로커를 죽이려 한다.
한편, 브로커는 매디의 생일 파티에 불량 학생 테디를 초대하는 등 두 가족 간의 관계를 개선하려 노력한다. 하지만 게이터는 캐시에게 브로커와 거리를 두라고 경고한다. 브로커는 게이터가 대니 T와 연관되었음을 알게 되고, 게이터의 마약 제조 시설에 함정을 설치하지만, 결국 붙잡혀 고문을 당한다. 탈출에 성공한 브로커는 애완 고양이 루터를 되찾는다. 브로커가 딸과 함께 도시를 떠나려 하자 갱단원들과 게이터의 여자친구 셰릴이 나타난다. 브로커는 갱단원 대부분을 제압하고 친구 티도는 부상을 입는다.
셰릴은 매디를 납치하여 배에 태우고, 매디는 아버지에게 전화를 건다. 매디의 설명을 듣고 브로커는 게이터의 마약 제조 시설로 간다. 캐시는 총격전 소식을 듣고 게이터의 창고에 도착하여 매디를 발견하고 충격을 받는다. 캐시는 게이터에게 화를 내며 매디를 풀어주라고 요구하다 실수로 브로커가 설치한 함정을 작동시켜 건물이 폭발한다. 게이터에게 환멸을 느낀 캐시는 매디와 함께 도망치려다 게이터에게 총을 맞는다. 게이터는 트럭에 매디를 태우고 도망치고, 브로커는 추격한다. 브로커의 차량이 파손되자 게이터는 그를 죽이려 하지만, 매디를 다시 트럭에 태우려다 브로커에게 기습당한다. 브로커는 게이터를 제압하고 매디와 재회한다. 게이터와 셰릴은 체포되고, 티도와 캐시는 병원으로 이송된다. 마지막으로 브로커는 감옥에 있는 대니 T를 찾아가, 언젠가 풀려나면 자신이 옆에 있을 것이라고 말한다.

## 출연
- 제이슨 스테이섬
- 제임스 프랭코
- 위노나 라이더
- 케이트 보즈워스
- 라셸 르페브르
- 프랭크 그릴로
- 클랜시 브라운
- 이저벨라 비도비치
- 마커스 헤스터
- 오마 벤슨 밀러
- 척 지토
- 크리스타 캠벨
- 프루잇 테일러 빈스
- 스튜어트 그리어

## 기타 제작진
- 총괄 제작: 아비 러너
- 공동 제작: 로버트 오티즈
- 배역: 바버라 피오렌티노
- 미술: A. 토드 홀랜드
- 세트: 신시아 러저네스
- 의상: 켈리 존스
- 분장: 킴벌리 애머커, 스테이시 켈리, 에이미 스튜잇
- 헤어: 토니 워드, 에이미 우드
- 제작 관리: 로버트 오티즈
- 조감독: 스티브 댄턴
- 음악 감독: 셀레나 아리자노비치
- 시각 효과: 아조이 마니